# Błotnica Strzelecka
Błotnica Strzelecka (niem. Blottnitz) – wieś w Polsce położona w województwie opolskim, w powiecie strzeleckim, w gminie Strzelce Opolskie.
W miejscowości jest stacja kolejowa Błotnica Strzelecka.

## Nazwa
W księdze łacińskiej Liber fundationis episcopatus Vratislaviensis (pol. Księga uposażeń biskupstwa wrocławskiego) spisanej za czasów biskupa Henryka z Wierzbna w latach 1295–1305 miejscowość wymieniona jest w zlatynizowanej formie Blotnicza Sygleri.
W alfabetycznym spisie miejscowości na terenie Śląska wydanym w 1830 roku we Wrocławiu przez Johanna Knie miejscowość występuje pod polską nazwą Blotnica oraz nazwą zgermanizowaną Blottnitz. Ze względu na polskie pochodzenie nazwy w lipcu 1936 roku nazistowska administracja III Rzeszy zmieniła zgermanizowaną nazwę miejscowości na nową, całkowicie niemiecką Quellengrund.

## Historia
W Błotnicy Strzeleckiej mieścił się do końca lat osiemdziesiątych Uniwersytet Ludowy, który wykształcił wielu animatorów kultury. Otwarty 26 stycznia 1946 r. znajdował się on w pałacu.
W styczniu 1945 r. niemieccy strażnicy z SS wymordowali w miejscowości 23 więźniów obozu koncentracyjnego Auschwitz ewakuowanych z podobozu w Jaworznie.
6 kwietnia 1945 Ministerstwo Bezpieczeństwa Publicznego utworzyło Centralne Obozy Pracy. Obóz pracy nr 6 powstał w Błotnicy.
W latach 1945–1954 wieś należała i była siedzibą gminy Błotnica Strzelecka. W latach 1954–1972 wieś należała i była siedzibą władz gromady Błotnica Strzelecka.

## Zabytki
Do wojewódzkiego rejestru zabytków wpisany jest:
- zespół pałacowy, z XIX w.:
  - Pałac w Błotnicy Strzeleckiej
  - park pałacowy, został poważnie zniszczony w czasie nawałnicy w 2008 roku.